# Prairie City (Illinois)
Prairie City es una villa ubicada en el condado de McDonough en el estado estadounidense de Illinois. En el Censo de 2010 tenía una población de 379 habitantes y una densidad poblacional de 143,89 personas por km².

## Geografía
Prairie City se encuentra ubicada en las coordenadas 40°37′16″N 90°27′54″O / 40.62111, -90.46500. Según la Oficina del Censo de los Estados Unidos, Prairie City tiene una superficie total de 2.63 km², de la cual 2,63 km² corresponden a tierra firme y (0 %) 0 km² es agua.

## Demografía
Según el censo de 2010, había 379 personas residiendo en Prairie City. La densidad de población era de 143,89 hab./km². De los 379 habitantes, Prairie City estaba compuesto por el 97,89 % blancos, el 1,32 % eran afroamericanos, el 0,26 % eran asiáticos, el 0,26 % eran de otras razas y el 0,26 % eran de una mezcla de razas. Del total de la población el 0,26 % eran hispanos o latinos de cualquier raza.